# Eugênio Gudin
Eugênio Gudin Filho (AFI: /gudã/; Rio de Janeiro, 12 de julho de 1886 – Rio de Janeiro, 24 de outubro de 1986) foi um economista liberal brasileiro, ministro da Fazenda entre setembro de 1954 e abril de 1955, durante o governo de Café Filho.

## Biografia
Descendente de negociantes franceses arribados ao Brasil durante a primeira metade dos oitocentos, formou-se em engenharia civil em 1905 pela Escola Politécnica do Rio de Janeiro, passou a interessar-se por economia na década de 1920. Entre 1924 e 1926, publicou seus primeiros artigos sobre economia em O Jornal, do Rio de Janeiro.
Foi diretor de O Jornal e da Western Telegraph (1929-1954) e diretor-geral da Great Western of Brazil Railway por quase trinta anos.
Ainda na década de 1930, Gudin se destacou pelo interesse em ensinar lógica econômica a alunos de direito e engenharia.
Em 1944 o então ministro da Educação, Gustavo Capanema, designou Gudin para redigir o Projeto de Lei que institucionalizou o curso de economia no Brasil. Nesse mesmo ano foi escolhido delegado brasileiro na Conferência Monetária Internacional, em Bretton Woods, nos Estados Unidos, que decidiu pela criação do Fundo Monetário Internacional (FMI) e do Banco Mundial (Bird).
Durante os sete meses em que foi ministro da Fazenda (1954-1955), promoveu uma política de estabilização econômica baseada no corte das despesas públicas e na contenção da expansão monetária e do crédito, o que provocou crise de setores da indústria. Sua passagem pela pasta foi marcada, ainda, pelo decreto da Instrução 113, da Superintendência da Moeda e do Crédito (Sumoc), que facilitava os investimentos estrangeiros no país, e que seria largamente utilizado no governo de Juscelino Kubitschek. Foi por determinação sua também que o imposto de renda sobre os salários passou a ser descontado na fonte.
Até a aposentadoria em 1957, foi professor na Universidade do Brasil. Foi, ainda, vice-presidente da Fundação Getúlio Vargas entre 1960 e 1976, instituição com a qual mantinha vínculos desde a década de 1940. Foi um dos responsáveis pela implantação, na FGV, do Instituto Brasileiro de Economia (IBRE) e da Escola de Pós-Graduação em Economia (EPGE), dos quais tornou-se diretor.

## Homenagens
Eugênio Gudin é o patrono da biblioteca do Instituto de Economia da Universidade Federal do Rio de Janeiro. Eugênio Gudin deu o nome ao Diretório Acadêmico da Faculdade de Ciências Econômicas, Contábeis e Administrativas e à Associação Atlética Acadêmica de Economia da Universidade Presbiteriana Mackenzie (SP). 
Além disso, Eugênio Gudin deu o nome ao Centro Acadêmico de Economia Eugênio Gudin da Escola de Pós-Graduação em Economia (EPGE) da  Fundação Getúlio Vargas.
O Prêmio Eugênio Gudin foi instituído em 1983 pela Universidade Mackenzie para premiar profissionais das áreas de economia, contabilidade ou administração além de estudantes destes cursos destacados por mérito.

## Obra
- 1931 - As origens da crise mundial
- 1935 - Capitalismo e sua evolução monetária
- 1943 - Princípios de economia monetária
- 1945 - Rumos de política econômica